# 리오 미나야
리오 미나야(Leo Minaya, 1984년 2월 1일 ~ )는 미국의 배우이다. 그는 선댄스 영화제의 메가 히트작 마니토(Manito, 그가 17세였을 당시)에서의 역할과 "How the Garcia Girls Spent Their Summer" 작품에서 아메리카 페레라의 사랑 관심사인 살(Sal) 역할을 했다. 그의 첫 주연은 마이클 에이커스가 감독한 2012년 영화 모건(Morgan)에서 동성애자 하반신 마비 환자 모건 올리버 역으로 나왔다. 그의 첫 주연 공연이자 처음으로 게이 캐릭터를 연기한 작품이기도 했다.

## 영화
- 더 하우스 댓 잭 빌트 (2013년)
- 모건 (2012년) - 모건 올리버 역
- 마니토 (2002년) - 매니 모레노 역